# Jan Arnolt z Dobroslavína
Jan starší Arnolt z Dobroslavína, také Jan Arnolt Hradecký (asi 1620 Hradec Králové – 1687) byl český knihtiskař.

## Život
Narodil se v rodině tiskaře Jana Arnolta I. z Dobroslavína (označovaného také Jan Arnolt Lehnický) a v jeho řemesle pokračoval. Sňatkem s trojnásobnou vdovou Dorotou Březinovou vyženil tiskárnu v Litomyšli. Tu provozoval v letech 1655-1685. Po manželčině smrti se oženil s Kateřinou Eufronisinou z tiskařské rodiny Jiřího Šípaře a přestěhoval se do Prahy. Založil si vlastní malostranskou tiskárnu a ještě získal staroměstskou dílnu v Železné ulici po své zemřelé tchyni Ludmile Šípařové-Goliášové.
Vydával církevně historické spisy, kalendáře a sněmovní artikule. Vytiskl mravoučný spis Jezus Sirach jináč Knihy Ekleziastikus o dobrých mravích a chvalitebném, dvě moravika: Prodromus moravographiae a Mars Moravicus a tři z dvanácti dílů edice Jiřího Krugera: Sacri pulveres (1667-1669), což byly české církevní dějiny řazené formou dat kalendáře. Vytiskl také šestou knihu z edice Balbínových dějin Miscellanea historica Regni Bohemiae (1674). V Praze vytiskl čtyři příručky pražského právníka Jana Jakuba Weingartena Auszug der verneuerten Landsordnung (1671), Fürsten-Spiegel (1673), Speculum civium (1675) a Richter-Spiegel (1682), pro něž se jeho ilustrátory stali Christian Dittmann a Jan Kašpar Dooms.
Roku 1668 získal od palatina Tomáše Jana Pešiny z Čechorodu erb s poloviční postavou gryfa a povolení psát se "z Dobroslavína". Skutečný šlechtický erb získal až jeho nejmladší syn roku 1725. Od roku 1672 s císařským privilegiem Leopolda I. vydával Pravidelné poštovské noviny (Ordinari Postzeitung).

## Pokračovatelé
Jako knihtiskaři v Praze podnikali také dva ze tří Arnoltových synů: prvorozený syn Jan ml. Arnolt z Dobroslavína († 1710) v letech 1687-1709 vedl staroměstskou tiskárnu, kterou po jeho smrti až do roku 1713 vedla vdova Kateřina, a v roce 1695 byl také faktorem arcibiskupské tiskárny v Norbertinu. Druhorozený syn Jiří byl v letech 1708-1711 úředníkem české expedice české královské komory. V živnosti impressora pokračoval třetí syn Karel Ferdinand Arnolt z Dobroslavína (1673-1749). Úspěšně vedl zděděnou část malostranské tiskárny,, kromě toho byl úspěšným politikem, malostranským radním a později primátorem.